# Colin McRae: DiRT
Colin McRae: DiRT (abbreviato anche DiRT) è un videogame di rally della serie Colin McRae Rally sviluppato e pubblicato da Codemasters nel 2007 per PC, PS3 e Xbox 360. È stato l'ultimo titolo della serie ad essere stato distribuito prima della prematura morte di Colin McRae. Nel 2009 è uscito il seguito Dirt 2.

## Caratteristiche
Il gioco utilizza un motore grafico, il Neon Engine, a cui la software house ha lavorato per ben tre anni e che ha rappresentato uno dei primi motori grafici next-gen. Su PC al momento dell'uscita necessitava di un ottimo computer per utilizzarne a pieno tutte le funzionalità. Colin McRae DiRT vanta una grafica ampiamente migliorata e ricca rispetto ai precedenti capitoli, diversi tipi di visuali anche dall'interno dell'abitacolo e un motore fisico riscritto da zero, molto più realistico che in passato.

### Modalità di gioco
Nel gioco si possono sperimentare gare in diverse categorie, a partire da semplici rally a tempo fino a gare su pista con uno o più avversari, come i Rally Cross e i Raid. Vi si può giocare in due modalità: modalità carriera e modalità gara semplice. Nella modalità gara semplice si possono provare le varie tipologie di gare e i veicoli sbloccati nella carriera. La modalità carriera permette di sbloccare veicoli (con annesse le livree) e gare vincendo le varie competizioni. In ogni evento bisogna raccogliere punti per sbloccare il livello successivo. Vincendo le gare si guadagnano anche dei soldi, necessari per acquistare i veicoli nei livelli successivi. Non è presente una modalità multiplayer online classica ma semplicemente si possono solo salvare i tempi su ogni percorso in una classifica online mondiale con la possibilità solo di confrontarli.

### Finale
La modalità carriera è impostata su una piramide stilizzata. Dal livello 7 in poi, si sta per raggiungere la cima, dove si trova un folle evento al di sopra di tutti, la finale Campione Dei Campioni. Per ottenere un invito alla gran finale, il giocatore deve completare le principali gare di ogni livello, ma anche per ottenere punti per sbloccare altre gare e i soldi per acquistare nuove auto per partecipare.

## Vetture
Vi sono veicoli di varie categorie, come classici veicoli da rally, fuoristrada, camion, e buggy. I normali veicoli da rally si dividono in classici come la Lancia Delta S4, 4WD in cui vi sono Mitsubishi Lancer EVO, Subaru Impreza e Peugeot 307, RWD come Lotus Exige e trazione anteriore con la Renault Clio. Nella categoria dei fuoristrada si possono trovare la Mitsubishi L200 Triton e la BMW X3. Nella categoria dei camion si possono trovare i Kamaz e i MAN. È presente anche la Colin McRae R4, vettura in un unico esemplare progettata proprio dal celebre pilota di rally.

## Demo
Una demo giocabile del gioco è stata distribuita su Xbox Live e PC il 24 maggio 2007. La demo presenta tre tracciati e tre veicoli.